# 卡尔·潘
卡爾彭·蘇雷什·莫迪（1977年4月23日—），印度裔美國人、演員及政治人物，以其藝名卡爾·潘（Kal Penn）為人知曉。他是第一名在好萊塢闖出一片天的印度裔藝人。
他的代表性演出是參演影集《24》、《怪醫豪斯》，以及電影《豬頭漢堡包》與續集。他也擔任過賓夕法尼亞大學電影研究計劃的客座講師。
他在2009年4月8日時宣布前往白宮擔任美國總統歐巴馬的幕僚，擔任對外聯絡辦公室副主任，負責聯繫亞裔美籍人士及團體。也因為如此，卡爾退出了他在怪醫豪斯的演出，而他所飾演的角色則被安排自殺而退場。

## 早年生活
卡爾出生在紐澤西州的蒙特克萊，母親擔任香水公司的香水師，父親則是一名工程師。二人皆是印度古吉拉特移民。據他自敘述童年祖父母描述聖雄甘地發起不合作運動達到印度獨立的偉業，是激勵他後來從政的重要原因。

## 學業
就讀新澤西州的馬爾伯洛中學時他參加了該校的爵士樂隊，擔任中音薩克斯風手。高中時期就讀Howell High School美術與表演藝術學院（藉由磁力學校計畫）的一到三年級。之後轉校到菲力荷高中的四年級。兩所學校皆屬於菲力荷高中學區。大學時代他在洛杉磯加利福尼亞大學雙主修電影和社會學。

## 演藝人生
莫迪的初次演出是在電影《Express: Aisle To Glory》。之後他更在《嘻哈接班人》、《凸槌高材生系列》、《再見鍾情》、《愛情無價》、《超人 - 強戰回歸》、《史詩大帝國》、《同名之人》、《聖誕亮晶晶》以及《豬頭漢堡飽》系列等片中參與演出。
莫迪自承他的藝名的由來是因為和友人間開的一個玩笑，也是試著看看一個英式的名字對於他的求職有多少影響。不過他也表示自己喜歡他的本名，卡爾只是用於演藝的藝名。
2007年，由於他在電影同名之人中的演出，使得他獲得了亞洲卓越大獎的優秀男演員獎.
。
同年秋天，他參演了霍士廣播公司製作的醫療相關影集《怪醫豪斯》，在其中飾演主角侯醫生的新助手。然而為了加入奧巴馬的內閣，他的角色最後被安排自殺了，以藉此退出《怪醫豪斯》的劇組。
與他在《怪醫豪斯》中飾演的角色齊名的，是他在電影《豬頭漢堡飽》中飾演的角色庫瑪·帕特爾，一名和朋友哈羅德·李（約翰·趙飾演）一起去吃漢堡卻被牽連進一個大麻煩的大麻吸食者。然而與庫馬不同的是，現實生活的他其實是個素食者，而且沒有吸食大麻，自認那不適合他。
2015年，參與美國CBS電視台播出的刑偵查案電視劇《錯配搭檔》，扮演主角的警局搭擋豐塔內特·懷特。
2016至2019年，參演Netflix原創電視劇《指定倖存者》，扮演白宮新聞秘書賽斯·懷特，第三季升任為白宮通訊聯絡主任。

## 踏入政壇

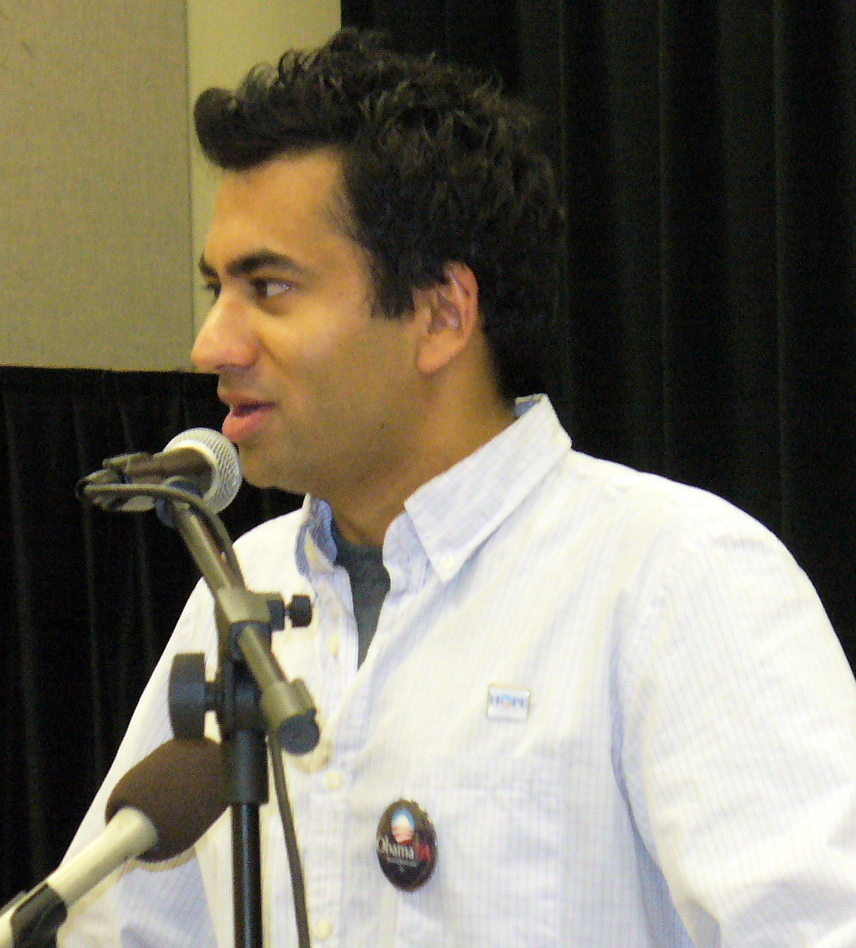
莫迪在馬里蘭大學的文化中心為歐巴馬的宣傳演講

2007年和2009年時他參與了歐巴馬的總統競選宣傳活動。也是歐巴馬的國家藝術政策委員會的委員。參演了幾部競選的廣告。
2009年莫迪接受了白宮對外聯絡辦公室副主任的職位，這也代表著他在怪醫豪斯中的角色必須退出該影集。他負責聯繫美國政府及亞裔社群，而且他在這次的工作中使用了本名卡爾彭·莫迪。並在2010年4月證實了這些消息。
.

## 其他
莫迪曾在2008時擔任賓夕法尼亞大學的客座講師，教授《亞裔人士在電影中的形象》和《現代美國青年的電影》兩堂課。
而他現在也在攻讀史丹佛大學的國際安全學位。